# 六巷乡 (西和县)
六巷乡，是中华人民共和国甘肃省陇南市西和县下辖的一个乡镇级行政单位。

## 行政区划
六巷乡下辖以下地区：
花桥村、上巷村、槐树村、廖坝村、闫坝村、下巷村、郭坝村和杜台村。